# تفجيرات القبة
تفجيرات القبة وقعت في القبة، ليبيا في 20 فبراير عام 2015. من قبل نشطاء موالين لداعش فجروا ثلاث قنابل في القبة، واستهداف محطة وقود، ومركز للشرطة، ومنزل رئيس مجلس النواب الليبي منذ 5 أغسطس 2014 (وفعالية رئيس البرلمان في البلاد) أغيلا صالح عيسى. يقال هذه الهجمات قتل 40 شخصا على الاقل.
وقال داعش أن الهجمات نفذت انتقاما التدخل العسكري المصري في ليبيا 2015. وكانت القوات المصرية تشن عملا عسكريا بعد خطف وقطع رؤوس 21 الأقباط في ليبيا في فبراير شباط عام 2015.
وزارة الخارجية الأمريكية، وبلدية مصراتة، وفجر ليبيا، أدان الهجمات.